# فرودگاه وپنافیردور
فرودگاه وپنافیردور  (به انگلیسی: Vopnafjörður Airport) (به زبان بومی: Vopnafjarðarflugvöllur) یک فرودگاه همگانی  با کد یاتا VPN است که یک باند فرود آسفالت دارد و طول باند آن ۸۸۵ متر است. این فرودگاه در  کشور ایسلند قرار دارد و در ارتفاع ۳ متری از سطح دریا واقع شده است.